# Награде Небјула
Награде Небјула (енгл. Nebula Awards) једне су од најзначајнијих награда у жанру научне и епске фантастике. Од 1965. године додељује је Америчко удружење писаца научне и епске фантастике (SFWA) за дела објављена у САД током, ефективно, претходне две године. Додељује се у пет категорија:
- Роман (40.000 или више речи)
- Новела (17.500 до 40.000 речи)
- Прича (7.500 до 17.500 речи)
- Кратка прича (до 7.500 речи)
- Сценарио (за филм, ТВ серију, радио серију, шоу)

## Начин избора добитника
У избору добитника учествују само чланови SFWA, а изборна процедура има више кругова:
- Предлагање: Од датума објављивања дела отвара се процес од годину дана у којем чланови SFWA могу предложити то дело за награду. Сваки члан може предложити само по једно дело у свакој категорији. Дело које за тих годину дана од објављивања добије најмање 10 предлога улази у листу кандидата за награду.
- Избор финалиста: Када се објави листа кандидата чланови SFWA гласају (електронским путем) за по једног кандидата у свакој категорији. На основу ових гласова бира се обично по пет финалиста (некада их буде и више) у свакој категорији.
- Избор добитника: Финалним гласањем се од пет финалиста у свакој категорији бира добитник награде.

## Пратећи догађаји
Током церемоније доделе награде Небјула додељују се и друге награде и признања:
- Награда Дејмон Најт Memorial Grand Master Award за животно дело
- Награда Бредбери за сценарио
- Награда Андре Нортон за научнофантастична и фантази дела за младе